# Michelob Open at Kingsmill
Michelob Open at Kingsmill to zawodowy turniej kobiecego golfa rozgrywany w ramach kalendarza LPGA Tour. Po raz pierwszy został rozegrany w 2003 roku. Od 2004 datę zawodów wybiera się tak aby ostatnia runda przypadała na drugą niedzielę maja, czyli amerykański Dzień Matki.
Przekraczająca 2 mln USD pula nagród jest jedną z najwyższych na tourze, co przyciąga czołowe golfistki świata i podnosi zaciekłość rywalizacji o tytuł. Od samego początku turniej rozgrywany jest na tym samym polu golfowym (Kingsmill Resort & Spa, River Course) i trwa cztery dni. W 2009 mistrzynią Michelob Ultra Open została Cristie Kerr.

## Zwyciężczynie
| Data              | Mistrzyni        | Wynik                 | Przewaga    | 2. miejsce                                               |
| ----------------- | ---------------- | --------------------- | ----------- | -------------------------------------------------------- |
| 10 maja 2009(dts) | Cristie Kerr     | -16 (69-63-66-70=268) | 2 uderzenia | Kim In-kyung                                             |
| 11 maja 2008(dts) | Annika Sörenstam | -19 (64-66-69-66=265) | 7 uderzeń   | Allison Fouch, Karen Stupples, Jang Jeong, Christina Kim |
| 13 maja 2007(dts) | Suzann Pettersen | -10 (66-72-68-68=274) | dogrywka    | Lee Jee-young                                            |
| 14 maja 2006(dts) | Karrie Webb      | -14 (66-68-66-70=270) | 7 uderzeń   | Han Hee-won, Lorena Ochoa                                |
| 8 maja 2005(dts)  | Cristie Kerr     | -8 (68-68-68-72=276)  | 5 uderzeń   | Jill McGill                                              |
| 9 maja 2004(dts)  | Pak Se-ri        | -9 (70-71-69-65=275)  | 2 uderzenia | Juli Inkster, Lorena Ochoa                               |
| 4 maja 2003(dts)  | Grace Park       | -13 (67-68-69-71=275) | 1 uderzenie | Cristie Kerr, Karrie Webb, Lorena Ochoa                  |

## Historia
| Data            | Miejsce zawodów                      | Pula nagród | Nagroda za 1. miejsce |
| --------------- | ------------------------------------ | ----------- | --------------------- |
| 7-10 maja 2009  | Kingsmill Resort & Spa, River Course | $2.200.000  | $330.000              |
| 8-11 maja 2008  | Kingsmill Resort & Spa, River Course | $2.200.000  | $330.000              |
| 10-13 maja 2007 | Kingsmill Resort & Spa, River Course | $2.200.000  | $330.000              |
| 11-14 maja 2006 | Kingsmill Resort & Spa, River Course | $2.200.000  | $330.000              |
| 5-8 maja 2005   | Kingsmill Resort & Spa, River Course | $2.200.000  | $330.000              |
| 6-9 maja 2004   | Kingsmill Resort & Spa, River Course | $2.200.000  | $330.000              |
| 1-4 maja 2003   | Kingsmill Resort & Spa, River Course | $1.600.000  | $240.000              |

### Zmiany nazwy
- 2003: Michelob Light Open at Kingsmill
- 2004-teraz:  Michelob ULTRA Open at Kingsmill